# 三上たつ次
三上 たつ次（みかみ たつじ、1950年5月21日 - ）は、NHKの元チーフアナウンサー。

## 人物
東京学芸大学教育学部附属高等学校を経て立教大学卒業後、1974年入局。一旦2度目の福岡局勤務でアナウンスの現場を離れたものの、北九州局へ異動しアナウンスの現場に戻った。2010年、新人の配属と同じタイミングで60歳定年を迎えたため、嘱託職に移行し、新人・若手の指導やバックアップの要員に回った。
NHKアナウンスルームの旧サイト（現在は削除）に記載されていた内容によると、佐賀は夫人と出会った場であるという。その影響もあってか、アナウンサー生活の大半を九州北部と山口県で送っている。

## 現在の出演番組
- なし

## 過去の出演番組
北九州局時代
- 北九州発ラジオ深夜便（アンカー、2007年3月）